# Romain Kreisz
Romain Kreisz est un joueur français de volley-ball, né le 14 octobre 1990 à Tourcoing (Nord). Il mesure 1,92 m et joue au poste de passeur.

## Clubs
| Club               | De        | À         |
| ------------------ | --------- | --------- |
| Stade Poitevin     | 2008-2009 | 2009-2010 |
| Tourcoing LM       | 2010-2011 | 2013-2014 |
| Saint-Nazaire VBA  | 2014-2015 | 2014-2015 |
| Asnières Volley 92 | 2015-2016 | 2015-2016 |
| VCM Halluin        | 2017-2018 | ...       |

## Palmarès
Vainqueur des play-off de la ligue B (en France), donnant à l'équipe du TLM le titre de champion de France.